# Mălărișca
Mălărișca – wieś w Rumunii, w okręgu Mehedinți, w gminie Podeni. W 2011 roku liczyła 116 mieszkańców.